# Makossa
Il Makossa è un tipo di musica molto popolare nelle aree urbane del Camerun. È simile alla Rumba africana, eccetto per il fatto che include un ritmo forte di bassi e una preminente sezione di corni. Il makossa ha origine da un tipo di danza del popolo duala, chiamata "kossa", che è stata influenzata significativamente dal jazz, dall'ambasse bey, dalla musica latinoamericana, dall'highlife e, come detto, dalla Rumba africana.
Lo stile Makossa, parola che in lingua duala significa "(Io) ballo", nasce negli anni cinquanta, ma le prime registrazioni vengono fatte solo negli anni sessanta. Artisti come Eboa Lotin, Misse Ngoh ed eminentemente Manu Dibango, con la sua canzone Soul Makossa del 1972, rendono famoso lo stile al di fuori del Camerun alla fine degli anni sessanta.
I Mondiali del 2010 ha portato lo stile makossa a livello internazionale grazie alla cantante Shakira che, in occasione della competizione sportiva, ha reso famosa la canzone Zangalewa, re-make dell'omonima canzone dei Golden Sounds degli anni ottanta, ma il primo da calciatore ad introdurre la danza è stato Roger Milla nei Mondiali del 1990, che ne ballerà alcuni passi davanti alla bandierina del calcio d'angolo, come esultanza per i gol realizzati.

## Artisti makossa
- Eboa Lotin
- Lapiro de M'Banga
- Bebe Manga
- Sam Fan Thomas
- Zangalewa (Golden Sounds)
- Koto Bass
- Ndedi Dibango
- Yerima Afo Akom
- John Minang
- Sergeo Polo
- Ben Decca
- Petit-Pays
- Dina Bell
- Toto Guillaume
- Douleur
- Marcel Bwanga